# Боја (Горж)
Боја (рум. Boia) насеље је у Румунији у округу Горж у општини Жупанешти. Oпштина се налази на надморској висини од 201 m.

## Становништво
Према подацима из 2002. године у насељу је живело 9 становника, од којих су сви румунске националности.